# Ed Burns
Ed Burns (28 de noviembre de 1946) es un productor, guionista y novelista estadounidense. Ha trabajado junto con David Simon colaborando en The Corner y The Wire (HBO). Burns fue detective en las divisiones de Homicidios y Narcóticos de Baltimore y profesor en la escuela pública.

## Biografía
Burns sirvió en la infantería durante la guerra de Vietnam. Trabajó en el Departamento de Policía de Baltimore durante 20 años. Después de jubilarse del Departamento de Policía escribió junto a David Simon La esquina (The Corner: A Year in the Life of an Inner-City Neighborhood) (1997). Posteriormente decidió trabajar como profesor en la escuela pública de Baltimore. Esta experiencia como profesor se ve reflejada en la cuarta temporada de la serie The Wire que se centra en el sistema educativo de Baltimore.